# 사 (불교)
사는 불교 용어로 다음과 여러 용어들이 있다.
- 사(事)
- 사(邪)
- 사(思)
- 사(捨)
- 사(伺)
- 사(士)

## 사(事)
사(事)는 현상계, 현상, 현상의 사물, 세계의 구체적 · 개별적 존재를 뜻한다. 흔히, 본체 · 진리 · 이치 · 도리를 뜻하는 이(理)의 상대 개념으로 함께 사용된다. 이 경우, 이 둘을 묶어서 사리(事理) 또는 이사(理事)라고 한다.

## 사(邪)
사(邪)는 그릇된 것 · 잘못된 것 또는 망녕된 것을 뜻하며 삿된 것 또는 삿됨이라고도 하는데, 바른 것을 뜻하는 정(正)의 반대이다. 사(邪)는 이치[理]상 어긋난 것을 뜻한다. 
사(邪)는 성(聖)스러운 것 또는 출세간의 상대 개념인 세간 또는 세속을 뜻하는 것이 아니라 진리에 어긋난 것을 뜻한다. 불교에서는 우주의 불변의 이법이라고 보는 연기설 즉 인과설과 불교의 진리[諦]인 4성제에 어긋난 견해[見] 또는 실천[行]을 가리켜 특히 사(邪)라고 한다. 달리 말해, 불교의 인과설에 따르면, 진리에 어긋나게 되면 필연적으로 나쁜 과보 즉 괴로운 과보를 불러오게 되는데 이러한 뜻에서 사(邪)라고 한다. 
예를 들어, 8사행(八邪行)은 4성제(四聖諦)의 도제에 해당하는 8정도(八正道)의 반대가 되는 실천을 말하고, 5견(부정견) 중 사견(邪見)은 연기설 또는 인과설을 무시하거나 부정하는 견해로 8정도의 정견(正見)의 반대이다. 사만(邪慢)은 '불교의 이치 또는 진리에서 볼 때 덕이 아닌 것'을 덕이라고 생각하여 그것을 많이 가진 것을 자랑스러워하는 거만 또는 오만을 뜻한다. 예를 들어, 도둑질은 5계 가운데 하나를 범하는 것이므로 불교의 이치상 덕이 없는 것인데, 도둑질을 잘하는 것을 대도(大盜)라고 하여 자랑스러워 하는 것이 사만에 해당한다.

## 사(思)
사(思, , 산스크리트어: cetanā, 팔리어: cetanā, 영어: volition, directionality of mind, attraction, urge)는 의사(意思) · 의지(意志) · 의도(意圖) · 추진(推進)의 마음작용[心所法]을 말하며, 5온 가운데 행온(行蘊)을 대표한다.

## 사(捨)
사(捨, 산스크리트어: upeksā, 팔리어: upekkhā 또는 upekhā, 영어: serenity, equilibrium, equanimity, stability, composure)는 내려놓음 · 버림 · 고요 · 적정 · 평정 · 평정심 · 평온 · 균형 · 평형의 선한 마음작용[心所法]을 말한다. 사(捨)는 4무량심(四無量心) 가운데 사무량심(捨無量心)에 해당한다.

## 사(伺)
사(伺,
산스크리트어: vicara,
vitarkah,
팔리어: vicāra,
영어: discernment,
discursiveness,
analysis,
sustained application,
sustained thinking,
selectiveness,
subtle discernment)는 제6의식이 대상의 세상(細相) 즉 자세한 모습을 분별할 때의 마음작용[心所法]을 말한다. 이에 대해 제6의식이 대상의 추상(麤相) 즉 대강의 모습을 분별할 때의 마음작용[心所法]을 심(尋)이라 한다.

## 사(士)
사(士)는 인(人) 즉 사람을 말한다. 사부(士夫)라고도 한다. 예를 들어, 여래10호 가운데 하나인 무상사(無上士)와 5과(五果) 가운데 하나인 사용과(士用果)의 사(士)는 모두 사람[人] 즉 사부(士夫)를 뜻한다. '뛰어난 사람' 또는 '어질고 지식이 있는 사람'이라는 뜻의 선비[士]를 가리키는 낱말이 아니다.

## 참고 문헌
- 곽철환 (2003). 《시공 불교사전》. 시공사 / 네이버 지식백과. |title=에 외부 링크가 있음 (도움말)
- 권오민 (2003). 《아비달마불교》. 민족사.
- 무착 지음, 현장 한역 (K.571, T.1602). 《현양성교론》. 한글대장경 검색시스템 - 전자불전연구소 / 동국역경원. K.571(16-1), T.1602(31-480). |title=에 외부 링크가 있음 (도움말)
- 세우 지음, 현장 한역, 송성수 번역 (K.949, T.1542). 《아비달마품류족론》. 한글대장경 검색시스템 - 전자불전연구소 / 동국역경원. K.949(25-149), T.1542(26-692). |title=에 외부 링크가 있음 (도움말)
- 세친 지음, 현장 한역, 권오민 번역 (K.955, T.1558). 《아비달마구사론》. 한글대장경 검색시스템 - 전자불전연구소 / 동국역경원. K.955(27-453), T.1558(29-1). |title=에 외부 링크가 있음 (도움말)
- 세친 지음, 현장 한역, 송성수 번역 (K.618, T.1612). 《대승오온론》. 한글대장경 검색시스템 - 전자불전연구소 / 동국역경원. K.618(17-637), T.1612(31-848). |title=에 외부 링크가 있음 (도움말)
- 안혜 지음, 지바하라 한역, 조환기 번역 (K.619, T.1613). 《대승광오온론》. 한글대장경 검색시스템 - 전자불전연구소 / 동국역경원. K.619(17-641), T.1613(31-850). |title=에 외부 링크가 있음 (도움말)
- 운허.  동국역경원 편집, 편집. 《불교 사전》. |title=에 외부 링크가 있음 (도움말)
- 호법 등 지음, 현장 한역, 김묘주 번역 (K.614, T.1585). 《성유식론》. 한글대장경 검색시스템 - 전자불전연구소 / 동국역경원. K.614(17-510), T.1585(31-1). |title=에 외부 링크가 있음 (도움말)
- (중국어) 무착 조, 현장 한역 (T.1602). 《현양성교론(顯揚聖教論)》. 대정신수대장경. T31, No. 1602, CBETA. |title=에 외부 링크가 있음 (도움말)
- (중국어) 星雲. 《佛光大辭典(불광대사전)》 3판. |title=에 외부 링크가 있음 (도움말)
- (중국어) 세우 조, 현장 한역 (T.1542). 《아비달마품류족론(阿毘達磨品類足論)》. 대정신수대장경. T26, No. 1542, CBETA. |title=에 외부 링크가 있음 (도움말)
- (중국어) 세친 조, 현장 한역 (T.1558). 《아비달마구사론(阿毘達磨俱舍論)》. 대정신수대장경. T29, No. 1558, CBETA. |title=에 외부 링크가 있음 (도움말)
- (중국어) 세친 조, 현장 한역 (T.1612). 《대승오온론(大乘五蘊論)》. 대정신수대장경. T31, No. 1612, CBETA. |title=에 외부 링크가 있음 (도움말)
- (중국어) 안혜 조, 지바하라 한역 (T.1613). 《대승광오온론(大乘廣五蘊論)》. 대정신수대장경. T31, No. 1613, CBETA. |title=에 외부 링크가 있음 (도움말)
- 호법 등 지음, 현장 한역, 김묘주 번역 (K.614, T.1585). 《성유식론》. 한글대장경 검색시스템 - 전자불전연구소 / 동국역경원. K.614(17-510), T.1585(31-1). |title=에 외부 링크가 있음 (도움말)